# Bernard Quennehen
Bernard Quennehen (Amiens, 31 de maig de 1930) va ser un ciclista francès que fou professional entre 1952 i 1955. El seu èxit esportiu més important fou la victòria en una etapa del Tour de França de 1953.

## Palmarès
- 1953
  - Vencedor d'una etapa al Tour de França
  - Vencedor d'una etapa al Circuit de les Sis províncies

### Resultats al Tour de França
- 1953. 64è de la classificació general. Vencedor d'una etapa